# Лермонтова, Мария Михайловна
Мари́я Миха́йловна Ле́рмонтова (урожд. Арсе́ньева); (28 марта 1795, Тарханы, Пензенская губерния — 24 февраля 1817, Тарханы, Пензенская губерния) — мать Михаила Юрьевича Лермонтова.

## Биография
Мария Арсеньева была единственной дочерью в семье Михаила Васильевича Арсеньева (1768—1810) и его супруги Елизаветы Алексеевны Арсеньевой (1773—1845), дочери Алексея Емельяновича Столыпина. Упоминается, что она была в детстве «слабым и болезненным ребёнком». Получила домашнее образование.
Когда ей было 15 лет, её отец скончался по неизвестным причинам, и она осталась с матерью. Спустя некоторое время Мария Арсеньева познакомилась с молодым отставным офицером Юрием Лермонтовым. Арсеньева стала вести альбом, в который писала стихи, посвящённые своему жениху. Решение стать женой небогатого отставного офицера вызвало протест со стороны её матери, но тем не менее свадьба состоялась в феврале 1814 года после возвращения Лермонтова из госпиталя, где он находился после окончания Отечественной войны.
После свадьбы молодожёны остались жить в Тарханах, где Лермонтов стал управлять поместьями. Вскоре вместе с мужем и матерью Лермонтова отправилась в Москву, где в октябре 1814 года у неё родился единственный сын Михаил. После рождения сына вместе с мужем и матерью вернулась в Тарханы, где прожила следующие два года. Упоминается, что она хорошо играла на фортепиано и пела, посадив на колени сына, а также помогала больным крестьянам.
Мария Лермонтова скончалась 24 февраля 1817 года от чахотки на 22-м году жизни; была похоронена в родовом склепе Арсеньевых. На мраморном памятнике была выбита надпись: «Под камнем сим лежит тело Марьи Михайловны Лермонтовой, урождённой Арсеньевой, скончавшейся 1817 года февраля 24 дня, в субботу; житие её было 21 год и 11 месяцев и 7 дней».

## Память
После смерти единственной дочери её мать приказала снести усадьбу, как напоминание о смерти мужа и дочери; на месте усадьбы была воздвигнута каменная церковь Марии Египетской.